# Viktor But
Viktor Anatoljevič But (rusky Виктор Анатольевич Бут, * 13. ledna 1967, Dušanbe, Tádžická SSR, Sovětský svaz) je ruský podnikatel, obchodník se zbraněmi, a politik.
Polyglot a bývalý voják sovětské armády, kde pracoval zřejmě jako překladatel, skoupil začátkem 90. let vojenská nákladní letadla a začal pašovat zbraně z východní Evropy zejména do Afriky, na Blízký východ a do Jižní Ameriky. Zbraně dodával bez ohledu na embarga komukoliv, obvykle do oblastí válečných konfliktů a občanských válek, někdy i více válčícím stranám. Bývá proto obviňován, že tím tyto konflikty, při kterých obvykle dochází k častému porušování lidských práv, podněcoval. Proto také bývá označován jako obchodník se smrtí nebo rušitel sankcí.
V roce 2008 byl zadržen v Thajsku a o dva roky později vydán do Spojených států amerických. Tam byl v roce 2012 odsouzen na 25 let vězení za nelegální mezinárodní obchod se zbraněmi. V roce 2022 vyměněn do Ruska za americkou basketbalistku Brittney Grinerovou. V Rusku byl ihned propuštěn, vstoupil do Liberálně-demokratické strany Ruska a za stranu byl v roce 2023 zvolen do parlamentu Uljanovské oblasti.

## Služba v sovětské armádě
Butův původ je nejasný. Dokumenty Organizace spojených národů a But sám uvádí místo narození Dušanbe v Tádžické SSR v SSSR, a že jeho datum narození je s největší pravděpodobností 13. ledna 1967, i když je možných několik dalších dat. Má staršího bratra jménem Sergej But.
But byl jazykově nadaný, již ve věku 12 let ovládal esperanto a byl členem klubu esperantistů v Dušanbe. Na vojenské střední škole v Kazani se naučil němčinu a postupně se učil další jazyky.
Poté, co nebyl přijat na diplomatickou školu MGIMO, absolvoval povinnou vojenskou službu v Podněstří a zůstal v sovětské armádě. Jako voják absolvoval studium ve Vojenském ústavu cizích jazyků v Moskvě a v armádě pracoval jako překladatel. Se svou jednotkou působil také v Mosambiku, kde v té době probíhala občanská válka, kde Sovětský svaz podporoval jednu z bojujících stran. Butova osobní webová stránka uvádí, že jako překladatel v sovětské armádě měl hodnost poručíka.
Ovládá větší množství jazyků, mimo jiné ruštinu, tádžičtinu, portugalštinu, angličtinu, francouzštinu, arabštinu, perštinu a několik afrických jazyků. Jako údajný etnický Ukrajinec (podle jihoafrické tajné služby a britského výboru pro zahraniční záležitosti), se But po rozpadu Sovětského svazu v roce 1991 stal ruským občanem. Podle výboru Rady bezpečnosti OSN pro Libérii je But držitelem nejméně čtyř dalších pasů.

## Podnikání
Po rozpadu sovětské armády v roce 1991 začal podnikat. Skoupil vojenská nákladní letadla, mimo jiné několik letounů Antonov An-8 a Antonov An-12. Vlastnil leteckou společnost Air Cess se sídlem v Libérii, která provozovala zejména nákladní leteckou dopravu, ale i další malé aerolinie. Mezi jeho zákazníky patřili i některé vlády a OSN.
Postupně začal také skupovat vyřazované zbraně v zemích bývalého Sovětského svazu a ve východní Evropě. Zbraně prodával bez ohledu na embarga komukoliv, zejména do Afriky a na Blízký východ, obvykle do oblastí válečných konfliktů a občanských válek, někdy i více válčícím stranám. Zaměstnával asi 300 zaměstnanců a provozoval asi 50 letadel, základnu měl na letišti Šardžá ve Spojených arabských emirátech. Byl obviňován ze spolupráce s ruskou zpravodajskou službou GRU.
Zbraně dodával mj. různým stranám první a druhé války v Kongu, do Afghánistánu Tálibánu i Severní alianci, během Občanské války v Angole různým stranám konfliktu, na Filipíny teroristické skupině Abú Sajjáf, do Libérie, kde zásoboval válečného zločince Charlese Taylora, do Libye Kaddáfímu, během války v Iráku Spojeným státům a jejich kontraktorům,  nebo do Sierry Leone.

## Zatčení a odsouzení
Osoba placená americkým Úřadem pro potírání drog (DEA) vylákala v roce 2008 Buta do Thajska s tím, že zastupuje povstaleckou organizaci Revoluční ozbrojené síly Kolumbie a má zájem o nákup zbraní v hodnotě 20 mil. dolarů, mimo jiné 100 ks protiletadlového raketového kompletu 9K38 Igla, když zbraně měly být shozeny na padácích na určená místa v Kolumbii. Na místě byl zadržen za spolupráce Královské thajské policie a DEA.
V roce 2010 byl vydán do Spojených států amerických, i navzdory hlasitým protestům Ruska, podle kterého byl nevinen a jeho zadržení bylo politicky motivováno. V USA před soudem čelil mnoha obviněním, mimo jiné ze zásobování teroristů zbraněmi, když jeho firmy převážely zbraně například do Angoly a Libérie. 5. dubna 2012 byl But odsouzen k trestu odnětí svobody na 25 let za pokus o prodej zbraní údajným zástupcům Revolučních ozbrojených sil Kolumbie.

## Propuštění
V prosinci 2022 byl vyměněn do Ruska za americkou basketbalistku Brittney Grinerovou, která byla v Rusku odsouzena na 9 let vězení za pašování drog poté, co u ní byl objeven 1 gram hašišového oleje.
V Rusku byl ihned propuštěn, vstoupil do Liberálně-demokratické strany Ruska a za stranu byl v roce 2023 zvolen do parlamentu Uljanovské oblasti. Dále působí i v oblasti obchodu se zbraněmi, v roce 2024 vyjednával o prodeji ruských zbraní jemenským Hútíům.

## V populární kultuře
Je považován za jednu z hlavních inspirací filmu Obchodník se smrtí. Bylo o něm také napsáno několik knih nebo natočen celovečerní dokumentární film.